# Trofeo Federale 2006
Il Trofeo Federale 2006 è stato la 21ª edizione di tale competizione, e si è concluso con la vittoria del Murata, al suo primo titolo.

## Risultati
- Semifinali - 20 settembre 2006

A)  Libertas -  Pennarossa 3 - 1
B)  Murata -  Tre Penne  3 - 2
- Finale - 27 settembre 2006

C)   Libertas -  Murata 1 - 2